# 창빈 안씨 묘역
창빈 안씨 묘역(昌嬪 安氏 墓域)은 조선 제11대 임금 중종(1488∼1544)의 후궁으로 선조(1552∼1608)의 할머니가 되는 창빈 안씨(昌嬪安氏, 1499∼1549)의 신도비와 묘소이다. 1983년 11월 11일 서울특별시의 유형문화재 제54호로 지정되었다.

## 개요
창빈안씨의 세계는 안산(安山)에서 나왔는데, 아버지 안탄대(安坦大)는 중종반정(中宗反正) 이후 원종공신(原從功臣)에 책록되어 적순부위(迪順副尉)가 되고 나중에 우의정에 증직되었고, 어머니 황씨(黃氏)는 정경부인에 증직되었다. 1499년(연산군 5년) 7월 9일 출생으로 아홉 살 때인 1507년(중종 2) 궁녀로 들어가 성종의 계비(繼妃)인 정현대비(貞顯大妃)의 각별한 후의로 1518년(중종 13년) 왕의 총애를 받았고, 22세에 상궁(尙宮), 31세에 숙원(淑媛)이 되었으며, 마침내 42세에 숙용(淑容)에까지 올랐다. 중종과의 사이에서 2남 1녀를 두었는데 맏아들은 영양군(永陽君)이고, 둘째는 나중에 덕흥대원군(德興大院君)이며, 외동딸은 정신옹주(靜愼翁主)이다.
1544년 중종이 사망하자 전례에 따라 인수궁(仁壽宮)으로 물러나 거처하기를 청하였으나 문정왕후(文定王后, 1501∼1565)의 특명으로 궁에 머물렀다. 그러던 중 1549년(명종 4년) 우연히 친정에 나갔다가 10월 13일 51세의 나이로 갑자기 사망했다. 1568년 덕흥부원군의 셋째아들 하성군(河城君)이 조선 제14대 임금으로 즉위하자 1577년(선조 10년)에 창빈(昌嬪)으로 추봉되었고 특명으로 덕흥대원군의 사당(덕흥궁)에 향사되었다.
숙종은 창빈 안씨가 서거한 지 130여 년이 지나도록 묘도(墓道)에 비석이 없음을 걱정하여 1683년(숙종 9) 12월 비를 건립하였다. 신도비는 묘소의 서쪽 비탈10여 m쯤 떨어진 곳에 세워져 있다. 비의 형식은 후궁의 묘에서 찾아보기 드문 예로서 정사각형을 기본으로 했다. 대좌(臺座)·비신(碑身)·개석(蓋石)으로 구성되는데, 정사각형의 2단 대좌는 장중한 느낌을 준다. 비신도 사각기둥 모양이며, 개석 또한 4각 지붕 모양으로 꼭대기에 연꽃봉우리를 크게 표현한 것이 특징이다. 비문은 예조판서 신정(申晸, 1628∼1687)이 지었고, 글씨는 판돈녕부사 이정영(李正英, 1616∼1686)이 썼으며 머리전서[頭篆]는 오위도총부 도총관 동평군(東平君) 이항(李杭)이 썼다.
묘소는 원래 1550년 3월 8일 경기도 양주(楊州) 서쪽의 장흥리(長興里)에 장례 지냈으나, 다음해 자리가 좋지 않다고 하여 지금의 자리인 과천(果川) 북면(北面) 동작리(銅雀里) 언덕으로 이장했다. 그때부터 '동작릉(銅雀陵)'이라 불리었다고 한다. 그 후에 아들 영양군 이거가 죽자 그의 묘 오른쪽 언덕에 안장하였으나 뒤에 1581년 2월 26일 경기도 장단군 장도면 사시리(沙是里) 마을 후록 인좌원(後麓寅坐原)으로 이장되었다. 현재 묘소에는 담장이 둘려져 있고 묘 앞에는 묘갈ㆍ석등ㆍ석인상 2기가 세워져 있다.
창빈 안씨 묘역 터에는 1956년 국립서울현충원이 건립되었다. 이에 따라 창빈 안씨의 묘역은 국립서울현충원 내부에 존재하게 되었다.

## 같이 보기
- 창빈 안씨
- 영양군
- 덕흥대원군
- 선조
- 지장사
- 국립서울현충원

## 참고 자료
- 창빈 안씨 묘역 - 국가유산청 국가유산포털
- 본 문서에는 서울특별시에서 지식공유 프로젝트를 통해 퍼블릭 도메인으로 공개한 저작물을 기초로 작성된 내용이 포함되어 있습니다.